# Дюшен де Булонь
Дюшен де Булонь (фр. Guillaume-Benjamin-Amand Duchenne (de Boulogne), * 17 вересня 1806 у Булонь-сюр-Мер — † 15 вересня 1875 у Морван) — невролог і «батько електротерапії».

## Дослідження посмішки
Дюшен вивчав рухи обличчя за допомогою електростимулятора власної конструкції і фотоапарата. Пропускав струм через лицьові м'язи, спостерігав м'язове скорочення і фіксував результат. Він обстежив сотні осіб, провів тисячі дослідів — в тому числі і на хворих з ураженням лицьових нервів, і на відрубаних гільйотиною головах, і на самому собі. У його заключному експерименті брав участь пацієнт, який не відчував болю. Коли Дюшен розглядав його фотографію, отриману при подразненні струмом великої виличної м'язи (musculus zygomaticus major) — вона підтягує кут рота по діагоналі вгору — він зауважив, що чоловік, хоч і широко посміхається, але насправді не виглядає щасливим. Тоді Дюшен розповів йому анекдот і зняв реакцію. Від задоволення випробуваний не тільки розтягував рот, але також стискав кругові м'язи ока.
Дюшен зробив висновок: "Емоція щирої радості виражається в спільному скороченні м'язів zygomaticus major і orbicularis oculi. Перша підкоряється волі, але друга приводиться в дію лише приємними емоціями.
В подальшому дослідження Дюшена були вивчені Полом Екманом і з його легкої руки ту непідробну усмішку задоволення, у створенні якої бере участь зовнішня частина м'язів orbicularis oculi, тепер називають «посмішкою Дюшена».

## Основні наукові праці
- Essai sur la brûlure (1833)
- De l'Électrisation localisée et de son application à la physiologie, à la pathologie et à la thérapeutique (1855)
- Mécanisme de la physionomie humaine, ou Analyse électro-physiologique de l'expression des passions applicable à la pratique des arts plastiques (1862) [Архівовано 23 лютого 2012 у Wayback Machine.]
- Physiologie des mouvements démontrée à l'aide de l'expérimentation électrique et de l'observation clinique, et applicable à l'étude des paralysies et des déformations (1867)